# Jaunes (bande dessinée)
Jaunes est une série de bande dessinée belge écrite par Jan Bucquoy et dessinée par Tito. Ses sept albums ont été publiés entre 1980 et 1989 par Glénat.
Daniel Jaunes est un inspecteur de police qui résout diverses affaires dans la ville belge où il réside, tout en cherchant à connaître la vérité sur l'assassinat de son père juif par les rexistes durant la Seconde Guerre mondiale. 

## Publications

### Périodiques
- Jaunes, dans Aïe no 1-3, 1980.
- Jaunes, dans Circus :

1. Ordre nouveau ?, 1981-1982.
2. Le Transfert slave, 1983-1984.
3. Affaires royales, 1985.
4. Hôtel des thermes, 1987.

### Albums
- Jaunes, Glénat :

1. Aux limites du réel, 1980  (ISBN 2-7234-0189-8)[2].
2. Gérard le diable, 1981  (ISBN 2-7234-0240-1).
3. Ordre nouveau ?, 1982  (ISBN 2-7234-0299-1)[3].
4. Le Transfert slave, 1984  (ISBN 2-7234-0435-8).
5. Affaires royales, 1986  (ISBN 2-7234-0590-7).
6. Hôtel des thermes, 1988  (ISBN 2-7234-0915-5).
7. Labyrinthe, 1989  (ISBN 2-7234-1146-X).